# سوزاندن جادوگران
| بررسی انتقادی                  | بررسی انتقادی |
| منبع                           | رتبه‌بندی      |
| ------------------------------ | ------------- |
| آل‌میوزیک                       | [ ۱ ]         |
| راهنمای کلکسیونی برای هوی متال | ۶/۱۰          |
| کرنگ!                          | (مطلوب)       |
| متال فورسز                     | (۹/۱۰)        |

سوزاندن جادوگران (به انگلیسی:Burning the Witches) اولین آلبوم استودیویی گروه هوی متال آلمانی وارلاک است که در سال ۱۹۸۴ از طریق ناشر مستقل بلژیکی Mausoleum Records منتشر شد. این آلبوم در اواخر سال ۱۹۸۴ توسط ورتیگو رکوردز دوباره منتشر شد که در ادامه تمامی آلبوم‌های وارلاک را منتشر کرد.

## فهرست ترانه‌ها
| شماره | نام                                      | نویسنده(ها)      | مدت  |
| ----- | ---------------------------------------- | ---------------- | ---- |
| ۱.    | «نشانۀ شیطان» (Sign of Satan)            | رودی گراف        | ۳:۱۳ |
| ۲.    | «بعد از بمب» (After the Bomb)            | پیتر سیگتی، گراف | ۳:۵۰ |
| ۳.    | «محو شدن تاریکی» (Dark Fade)             | سیگتی، دورو پش   | ۴:۰۷ |
| ۴.    | «قتل راکر» (Homicide Rocker)             | گراف             | ۳:۱۲ |
| ۵.    | «بدون تو» (Without You)                  | سیگتی، پش        | ۵:۲۵ |
| ۶.    | «مسابقه‌دهندهٔ متال» (Metal Racer)         | گراف             | ۳:۴۲ |
| ۷.    | «سوزاندن جادوگران» (Burning the Witches) | گراف             | ۴:۱۷ |
| ۸.    | «مرد نفرت‌انگیز» (Hateful Guy)            | گراف، پش         | ۳:۴۱ |
| ۹.    | «من را نگه‌داشته» (Holding Me)            | سیگتی، پش        | ۴:۰۷ |

## دست‌اندرکاران

### وارلاک
- دورو پش – خواننده
- پیتر سیگتی – گیتار
- رودی گراف – گیتار
- فرانک رایتل – بیس
- مایک اوریش – درامز

### تولید
- اکسل توبوویل – تهیه‌کننده
- رالف هوبرت - مهندس
- پیتر زیمرمن - تهیه کنندهٔ اجرایی، مدیریت
- رینر آسمن و هنری استاروس – ریمیکس (بی‌اعتبار)
- نیکو چیریاتی – مفهوم آلبوم